# ИП-21
И-21 (ИП-21) — советский истребитель 1930-х годов, создававшийся для замены И-16. ИП-21 был построен по программе модернизации ВВС СССР в 1938/1939 годах, однако, не достиг стадии производства. Самолёт был разработан в ОКБ 21, в Горьком (ныне Нижний Новгород).

## История
Михаил Михайлович Пашинин — главный конструктор авиационного завода № 21 в Горьком — разработал ИП-21, как свободнонесущий низкоплан из древесины со слегка стреловидными консолями. Кабина была вынесена относительно далеко назад. Самолёт должен был оснащаться двигателем М-107 мощностью 1210 кВт на высоте 7000 метров над уровнем моря. Но из-за его отсутствия, пришлось установить более слабый М-105П. ИП-21 представлял собой коренную модернизацию устаревшего И-16 с авиационным двигателем с водяным охлаждением М-105, проведённую таким образом, что 60—70 % компонентов И-16, выпускавшихся заводом № 21, могли быть использованы для И-21.
Работы над И-21 велись в ущерб развертыванию серийной постройки И-180.:436
Первый полёт ИП-21 состоялся 11 июля 1940 года (лётчик-испытатель П. В. Фокин). 18 августа 1940 года, самолёт был продемонстрирован на авиационном параде в Тушине, а затем передан на государственные испытания, которые были завершены в 1940-х гг. ИП-21 был подвергнут критике из-за недостаточной продольной устойчивости и очень высокой посадочной скорости. На втором прототипе, построенном в октябре 1940 года, недостатки продольной устойчивости были исправлены. В январе 1941 года появился третий прототип с уменьшенным размахом крыла (первый полет 5 апреля 1941 года). Третий экземпляр ИП-21 на государственные испытания не передавался
В конечном счёте было принято решение не строить ИП-21 в серии из-за относительно высокой посадочной скорости 165 км/ч, потому что во фронтовых условиях использование больших взлётно-посадочных полос было трудным. Тем более, что в серийной постройке уже находились самолёты с аналогичными лётно-тактическими данными — Як-1, ЛаГГ-1/ЛаГГ-3.

## Технические данные
| Параметры             | 2-й прототип                                       | 3-й прототип                                        |
| --------------------- | -------------------------------------------------- | --------------------------------------------------- |
| Концепция             | Истребитель                                        | Истребитель                                         |
| Размах крыльев        | 11 м                                               | 9,43 м.                                             |
| Длина                 | 9 м                                                | 8.73 м                                              |
| Площадь крыла         | 15,8 м2                                            | ?                                                   |
| Масса                 | 2.670 кг                                           | ?                                                   |
| Двигатель             | М-105                                              | М-105                                               |
| Мощность              | 770кВт                                             | 770кВт                                              |
| Максимальная скорость | 488 км/ч на уровне моря 573 км/ч на высоте 5000 м. | 506 км/ч на уровне моря 580 км/ч на высоте 4.750 м. |
| Потолок высоты        | 10.600 м                                           | ?                                                   |
| Вооружение            | 23-мм пушка ВЯ, два 7,62 мм ШКАС                   | 23-мм пушка ВЯ, два 7,62 мм ШКАС                    |
| Экипаж                | 1 человек                                          | 1 человек                                           |